# Diogo Feio
Diogo Feio est un député européen portugais né le 6 octobre 1970 à Porto. Il est membre du Parti populaire (CDS-PP).

## Biographie
Avocat de profession, il est élu député à l'Assemblée de la République lors des élections législatives de 2002 et est réélu en 2005. Il démissionne le 13 juillet 2009 à la suite de son élection comme député européen.
Il est Secrétaire d'État à l'Éducation dans le XVe gouvernement constitutionnel portugais de 2004 à 2005.
Il est élu député européen lors des Élections européennes de 2009.
Au Parlement européen, il siège au sein du groupe du Parti populaire européen. Au cours de la 7e législature, il est membre de la commission  des affaires économiques et monétaires.